# Arco da Neutralidade
O Arco da Neutralidade em sua nova localização, em 2012.
O Arco da Neutralidade, em turcomeno Bitaraplyk arkasy, foi um marco emblemático de Asgabade, capital do Turcomenistão.
Conjunto modernista construído em 1998, ele foi feito durante a política de renovação urbana iniciada pelo ex-presidente Saparmyrat Nyýazow visando substituir os antigos símbolos soviéticos por construções que celebram seu próprio regime.
Localizado inicialmente perto do Palácio de Türkmenbaşy, a residência presidencial, foi desmontado e reconstruído nos arredores da cidade em 2010.

## Descrição
Apelidado de "tripé" ou "de três pernas" pelos habitantes de Asgabade, o Arco da Neutralidade nasceu como um dos edifícios mais polêmicos da capital do Turcomenistão. Parte integrante de um vasto programa de planejamento urbano destinado a cultuar o ex-presidente, este monumento futurista - característico do chamado movimento "arquitetura leve" - celebra o reconhecimento pelas Nações Unidas do status turcomeno como um "país neutro", em 12 de dezembro de 1995. Este conceito ainda continua a ser a base da política externa do país.
Também comparado com um foguete ou uma nave espacial, ele deveria representar  um prato tradicional usado para cozinhar comida por tribos nômades locais. Erguido pela sociedade de obras públicas turca Polimeks (o principal concorrente da sucursal turcomena da Bouygues, Bouygues Turkmen), sob a direção do arquiteto, Erol Tabanja, estava localizado nas imediações do complexo presidencial.
No topo do arco havia uma monumental estátua de bronze do ex-chefe de estado medindo 12 metros, com os braços estendidos em direção ao sol, inteiramente folhado a ouro e equipado com um mecanismo de precisão, fazendo-a girar para acompanhar o curso do sol. É obra do escultor Babasary Annamuradow.
À noite, holofotes iluminavam a estátua de Türkmenbaşy, que se tornou um marco na paisagem urbana de Asgabade.
As três torres que formam a base são decorados com lajes de mármore e baixos-relevos em bronze, representando alguns dos principais acontecimentos da história da nação do Turcomenistão (parte baixa) e motivos inspirados pelo tapetes tradicionais (parte superior). Elevadores alcançam todos os andares, o café e a plataforma de observação  (fechada no dia 1º de fevereiro de 2010, com o desmantelamento da estrutura).
No total, a construção do arco teria custado cerca de 12 milhões de dólares.

## Remoção
Em 18 de janeiro de 2010, o presidente Gurbanguly Berdimuhamedow assinou um decreto para transferir o Arco da Neutralidade para longe do centro da cidade. Teria que ser reconstruído quase identicamente, exceto pela estátua de ouro do ex-presidente. A estrutura também teve sua altura aumentada para 95 metros. O desmantelamento foi oficialmente justificado como algo para melhorar o design urbano em Asgabade, mas é visto como parte da campanha de Berdimuhamedow para remover os excessos do culto à personalidade que Niyazov criou em suas duas décadas à frente de um dos regimes mais totalitários do mundo.
O projeto, previsto para começar em março de 2010, foi liderado pela construtora turca Polimeks, anteriormente contratada para a construção, em 1998. Seu custo é estimado por algumas organizações de direitos humanos em quase 200 milhões de dólares, um orçamento que, se comprovado, seria muito superior ao da sua construção.
Uma vez movida, o arco foi colocado em um museu da independência. A estátua não gira mais, mas a plataforma de observação geralmente fica aberta para os visitantes.